# Луций Тиберий Клавдий Аврелий Квинтиан
Луций Тиберий Клавдий Аврелий Квинтиан (лат. Lucius Tiberius Claudius Aurellius Quintianus Pompeianus) — римский политический деятель и сенатор первой половины III века.

## Биография
Квинтиан родился в сирийском городе Антиохия-на-Оронте. По женской линии он был правнуком соправителя императора Марка Аврелия Луция Вера. Отцом Квинтиана скорее всего был консул 209 года Луций Аврелий Коммод Помпеян. Братом или кузеном Луция Тиберия мог быть консул 231 года Луций Тиберий Клавдий Помпеян. Кроме того, к числу его родственников можно отнести консула 241 года Клодия Помпеяна.
Между 221 и 223 годом Квинтиан был монетным триумвиром. В 228 году он находился на посту квестора, а претором стал в 233 году. После этого, в 235 году Квинтиан занимал должность ординарного консула. Его коллегой был Гней Клавдий Север. Известно, что Квинтиан был понтификом.